# Фелісьяно Рівілья
Фелісьяно Рівілья (ісп. Feliciano Rivilla; 21 серпня 1936, Авіла — 6 листопада 2017, Мадрид) — іспанський футболіст, що грав на позиції правого захисника.
Більшу частину кар'єри виступав за клуб «Атлетіко», з яким став чемпіоном Іспанії, володарем Кубка Кубків УЄФА та триразовим володарем Кубка Іспанії, а також національну збірну Іспанії. У складі збірної — чемпіон Європи та учасник двох чемпіонатів світу.

## Клубна кар'єра
Народившись у Авілі, Рівілья почав грати у футбол в місцевому клубі «Реал Авіла», переїхавши в «Реал Мурсію» з Сегунди у віці 17 років.
1955 року Фелісьяно підписав контракт зі столичним «Атлетіко», але для отримання ігрової практики продовжив виступати в Сегунді, граючи на правах оренди за клуби «Плюс Ультра» та «Райо Вальєкано», де здебільшого грав як вінгер.
1958 року Рівілья повернувся в «Атлетіко», за який дебютував у Ла Лізі 21 вересня 1958 у гостьовому матчі проти «Валенсії» (2:4). Свій перший гол у чемпіонаті він забив 1 лютого наступного року в грі проти «Севільї» (3:3). У наступні роки Рівілья став основним правим захисником команди, яка переживала «золотий» період, під час якого футболіст з командою виграв чемпіонат сезону 1965/66 років та три Кубки Іспанії, у тому числі 1960 року, перший коли-небудь виграний клубом. Також Фелісьяно допоміг клубу здобути перший міжнародний трофей в його історії — Кубок володарів кубків УЄФА у 1962 році, зігравши у дев'яти іграх по ходу того турніру. Наступного року команда з Рівільєю знову вийшла у фінал цього турніру, але цього разу мадридці зазнали розгромної поразки від «Тоттенгем Готспур» (1:5).
Рівілья пішов з футболу в 1968 році після десяти сезонів в Ла Лізі з «Атлетіко Мадрид». Він зіграв 356 матчів у всіх змаганнях з «матрасниками», 244 з яких у національній лізі, 66 в Копа дель Рей і 46 в єврокубках. За цей час забив 7 голів. 17 вересня 1969 року на стадіоні «Мансанарес» пройшов прощальний матч Фелісьяно проти бразильського «Сантоса» на чолі з його зіркою Пеле.

## Виступи за збірну
У 1959 році Фелісьяно Рівілья провів перший матч в історії молодіжної збірної Іспанії, зігравши в зустрічі проти Італії в Мадриді.
10 липня 1960 року дебютував в офіційних іграх у складі національної збірної Іспанії в товариському матчі проти збірної Перу (3:1) під час турне, яке іспанська збірна проводила по Південній Америці. В його ході Рівілья зіграв ще у трьох матчах — двічі проти Чилі (4:0, 4:1) і одного разу з Аргентиною (0:2).
У складі збірної був учасником чемпіонату світу 1962 року у Чилі, де зіграв лише в першому матчі проти Чехословаччини (0:1) і через травму стопи в подальших матчах участі не брав. Натомість вже за два роки Рівілья був основним гравцем на домашньому чемпіонаті Європи 1964 року, здобувши того року титул континентального чемпіона.
10 листопада 1965 року Рівілья зіграв свій останній матч за збірну. Це був додатковий матч за право виходу на чемпіонат світу 1966 року в Англії проти збірної Ірландії в Парижі, який іспанці виграли 1:0 і кваліфікувались у фінальну стадію турніру. Рівілья також потрапив у заявку на той «мундіаль», але на поле вже не виходив. Загалом протягом кар'єри у національній команді, яка тривала 7 років, провів у її формі 26 матчів.

## Особисте життя
Після виходу на пенсію він був нагороджений Срібною медаллю «За спортивні заслуги», був засновником та віце-президентом Іспанської асоціації колишніх міжнародних гравців (AEFI), а також президентом асоціації ветеранів «Атлетіко». Його онук, Альваро Муньйос, став баскетболістом, грав за молодіжну збірну Іспанії.
Помер 6 листопада 2017 року на 82-му році життя у місті Мадрид.

## Титули і досягнення
- Чемпіон Іспанії (1):

«Атлетіко»: 1965–66
- Володар Кубка Іспанії (3):

«Атлетіко»: 1959–60, 1960–61, 1964–65
- Володар Кубка Кубків УЄФА (1):

«Атлетіко»: 1961–62
- Чемпіон Європи (1):

Іспанія: 1964